# Música do romantismo
A música do romantismo é aquela composta segundo os princípios da estética do romantismo,  predominante durante o século XIX. Na história da música, corresponde ao período que seguiu ao classicismo.
A Sinfonia nº 3 (Eroica), de Beethoven, obra de 1804,  é por vezes considerada o marco do fim do período clássico e do começo da música romântica. Mas alguns musicólogos situam o início do romantismo na música já no final do século XVIII, enquanto outros  consideram que o período romântico tem início por volta de 1810), ano em que o termo "romântico", antes apenas aplicado ao movimento literário, foi usado para qualificar  Beethoven por E.T.A. Hoffmann (1776-1822), nos seus ensaios sobre a Sinfonia nº 5. Já o final do romantismo na música é situado entre 1880 e 1910, a depender do autor.
A época do romantismo musical coincide com o romantismo na Literatura, Filosofia e Artes Plásticas. A ideia geral do romantismo é que a verdade não poderia ser deduzida a partir de axiomas. Certas realidades só poderiam ser captadas através da emoção, do sentimento e da intuição. Por essa razão, a música romântica é caracterizada pela maior flexibilidade das formas musicais e procurando focar mais o sentimento transmitido pela música do que propriamente a estética, ao contrário do classicismo. No entanto, os géneros musicais clássicos, tais como a sinfonia e o concerto, continuaram sendo escritos.

## Estética musical
No romantismo, estabeleceram-se vários conceitos de tonalidades para descrever os vocabulários harmônicos herdados do Barroco e do Classicismo. Os compositores românticos tentaram juntar as grandes estruturas harmônicas desenvolvidas por Haydn e aperfeiçoadas por Mozart e Beethoven com suas próprias inovações, buscando maior fluidez de movimento, maior contraste, e cobrir as necessidades harmônicas de obras mais extensas. O romantismo utilizou uma forma mais frequente e variada, assim como as dissonâncias. A mudança de tom acontecia de maneira mais brusca que no Classicismo, e as modulações ocorriam entre tons cada vez mais distantes. As propriedades dos acordes de sétima diminuta, que permitem modular a praticamente qualquer tonalidade, foram exploradas exaustivamente.

## Pós-romantismo
Estabelecer a herança do romantismo é tarefa tão complexa quanto estabelecer as origens do movimento.  Alguns compositores do século XX, como  Sergei Rachmaninoff (1873 —  1943), continuarão a ser românticos, sem todavia declará-lo. De certo modo, movimentos como o impressionismo  de Claude Debussy (1862 — 1918) e Maurice Ravel (1875 - 1937),  e o verismo de Giacomo Puccini (1858 - 1924) também são herdeiros da tradição romântica.

## Linha do tempo

### Compositores românticos
Esta é uma linha do tempo com os principais e mais influentes compositores românticos.

### Compositores tardo-românticos
Esta é uma linha do tempo com os principais e mais influentes compositores românticos tardios.